# Хаселт (окръг)
Вижте пояснителната страница за други значения на Хаселт.
Хаселт (на нидерландски: Hasselt) е окръг в Северна Белгия, провинция Лимбург. Площта му е 906 km², а населението – 427 010 (по приблизителна оценка от януари 2018 г.). души (2006). Административен център е град Хаселт.